# Colombières-sur-Orb
Colombières-sur-Orb är en kommun i departementet Hérault i regionen Occitanien i södra Frankrike. Kommunen ligger i kantonen Olargues som tillhör arrondissementet Béziers. År 2022 hade Colombières-sur-Orb 494 invånare.

## Befolkningsutveckling
Antalet invånare i kommunen Colombières-sur-Orb
Referens:INSEE